# Вилья-Монтес
Вилья-Монтес (исп. Villamontes) — город в Боливии.

## География
Город Вилья-Монтес находится на крайнем юге Боливии, близ границы с Парагваем, на территории департамента Тариха. Вилья-Монтес лежит на левом берегу реки Рио-Пилькомайо, в месте впадения в неё реки Рио-Кайгуами. В административном отношении город является центром одноимённой муниципии в провинции Гран-Чако. В направлении Гран-Чако, на юго-восток течёт и Рио-Пилькомайо. Западнее города лежат предгорья Анд — горная цепь Серранья-дель-Агуараге, достигающая высот до 1.400 метров.

## Климат
Климат в районе Вилья-Монтес влажный, тропический — за исключением засушливого периода зимой, с июня по сентябрь.

## История
Крупный железнодорожный узел Вилья-Монтес сыграл важную роль в длившейся с 1932 по 1935 год Чакской войне между Боливией и Парагваем. Здесь находился главный штаб вооружённых сил Боливии. В конце войны Вилья-Монтес был центром обороны боливийцев против наступавшей парагвайской армии и их контрнаступления под руководством генерала Бернардино Бильбао Риохи.
В 1934 году в Вилья-Монтесе был захвачен взбунтовавшимися солдатами президент Боливии Даниэль Саламанка Урей и в результате военного переворота 28 ноября 1934 года отрешён от власти и заменён вице-президентом Хосе Луисом Техадой Сорсано.

## Население
За период с 1976 по 2010 года население города увеличилось почти в 4 раза (с 6.629 до 24.809 человек). Такое быстрое развитие связано в первую очередь с открытием в окрестностях Вилья-Монтеса крупных месторождений нефти и природного газа.